# Владимир Глигоров
Владимир Глигоров (Београд, 24. септембар 1945 — Беч, 27. октобар 2022) био је полиитички економиста и истраживач.

## Биографија
Његов отац је први председник Републике Македоније Киро Глигоров. Магистрирао је 1973. године у Београду, а од 1971. до 1973. године похађао је докторске студије на Колумбија универзитету у Њујорку под Фулбрајтиовом стипендијом.

## Професиoнална каријера
У периоду 1975-1979. године био је запослен као асистент на Факултету полиитчких наука Универзитета у Београду на предмету Политичка економија 2, који се тада изводио на 2. години студија. Неколико година је радио у слободној професији, објављивао и преводио текстове из области друштвених наука. 1985. године се запослио на Институту економских наука у Београду. Био је гостујући истраживач на Џорџ Мејсон универзитету у Феарфаксу (Вирџинија, САД) 1991-1992. године. Од 1992. до 1994. године радио је на Факултету друштвених наука у Упсали. Од 1994. до 1995. године био је гостујући истраживач у Институту друштвених наука у Бечу, а од 1995. године био је запослен у Институту за међународне економске студије у Бечу. Највише се бавио тржиштем рада на Западном Балкану (Хрватска, Србија, Црна Гора, Северна Македонија).

## Грађански и политики активизам
Био је један од првих критичара комунистичког система. Активно је учествовао у студентским демонстрацијама 1968. године. Био је један од оснивача и уредника истакнутог југословенског студентског часописа Идеје, током седамдесетих година. Jедан је од 13 интелектуалаца који су обновили рад предратне Демократске странке 1989. године. Учествовао је у писању њеног програма. Странку је напустио након њеног цепања на Демократску странку и Демократску странку Србије. Написао је економски програм Либерално-демократске партије. Објављивао је у свим релевантним југословенским и пост-југословенским (регионалним) новинама, недељницима и часописима. Био је један од оснивача независног листа Демократија данас, који је излазио у Београду током друге половине осамдесетих година. Од 1996. до 2005. године био је редовни сарадник часописа Oxford Analytica.

## Награда ”Десимир Тошић”
Године 2010. додељена му је награда ”Десимир Тошић” за публицистику за књигу Талог. Огледи о предностима слободе. (Пешчаник, 2010). Награду је давала издавачка кућа Службени гласник.

## Смрт
Преминуо је 27. октобра 2022. године у Бечу. Сахрањен је на Новом гробљу у Београду 8. новембра 2022.

## Одабрана дела
- Социјалистички жанр (1983)
- Гледишта и спорови о индустријализацији у социјализму (Центар за филозофију и друштвену теорију, 1984)
- Политичка вредновања (БИГЗ, 1985)
- Критика колективизма - либерална мисао о социјализму (уредник збирке текстова) (Филип Вишњић, 1988)
- (1994)
- Kolumna. Karikatura (Економист, 2006)
- Талог. Огледи о предностима слободе (Пешчаник, 2010)
- Neoclassicism in the Balkans and other essays (CIVIS, 2012)
- Зашто се земље распадају? Случај Југославија (Пешчаник, 2014)